# Улица Гоголя (Томск)
Улица Го́голя — улица в Томске, проходит от Алтайской улицы до улицы Карташова.

## История
Улица возникла после вывода в XVIII веке томского гарнизона с Воскресенской горы на новое место — Солдатскую слободку. Интенсивно застраивалась 1820—1830 годы. Впервые поименована в 1853 году, название получила по находившейся здесь полицейской части.
В 1869 году в бывших жандармских казармах было открыто Юрточное начальное училище. В 1908—1911 годах для училища было выстроено новое здание (архитектор Т. Фишель), современный адрес — д. 12. К столетию со дня рождения Н. Гоголя (1909) училищу было присвоено его имя, а улица переименована в Гоголевскую. Это было первое официальное переименование улицы в городе.
Улица заканчивалась сохранившимся участком сибирской тайги, в котором был устроен сад «Буфф».

## Достопримечательности

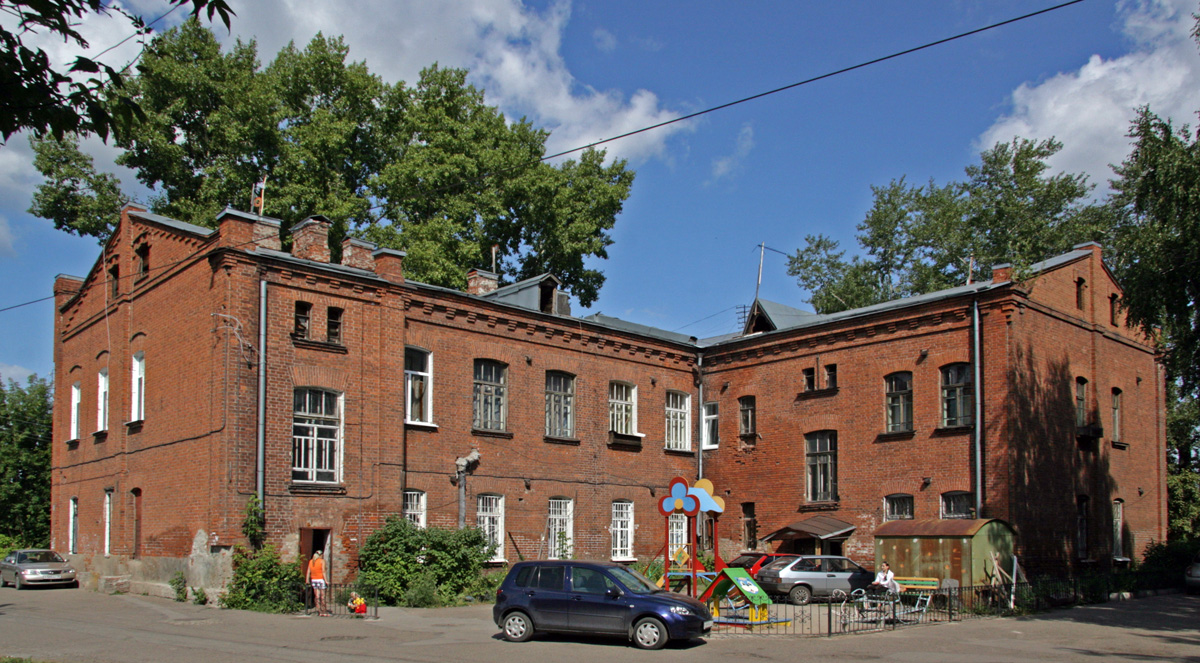
д. 12

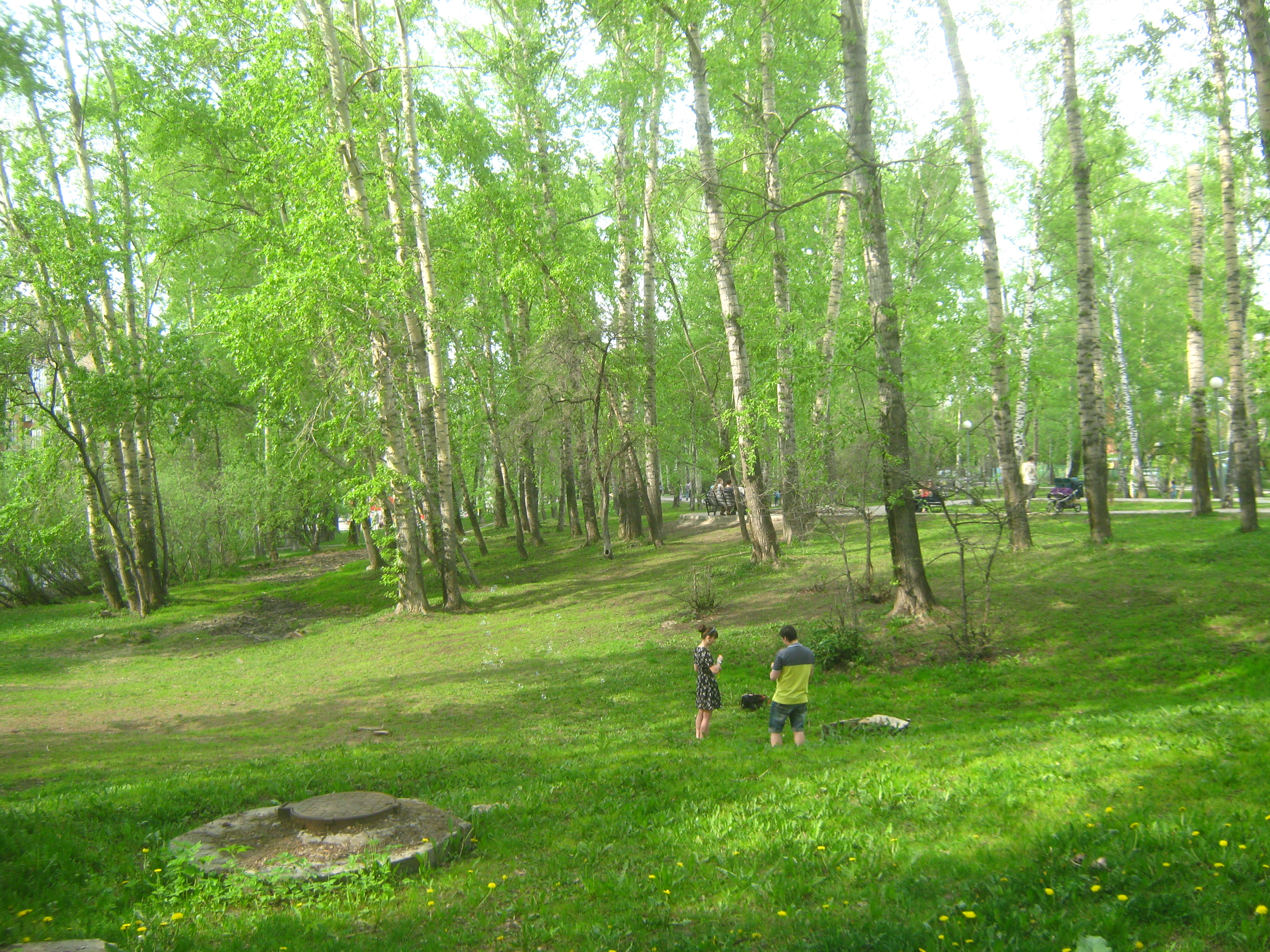
Буфф сад

д. 12 — бывшее Юрточное училище